# بيبيانا مانغال
بيبيانا مانغال (مواليد 1995) حاملة لقب مسابقة ملكة جمال من سانت لوسيا والتي توجت ملكة جمال سانت لوسيا 2019. وقد تفوقت عارضة الأزياء على أربعة منافسات أُخريات لتفوز باللقب الوطني. ومثلت بلدها سانت لوسيا في مسابقة ملكة جمال الكون 2019.

## نشأتها والتعليم
ولدت مانجال ويعيش في كاستريس. حضرت بيبيانا مدرسة كاميل هنري التذكارية. تابعت تعليمها في مدرسة سانت جوزيف للدير الثانوية حيث تخرجت في الصف الثامن في مواد دراسية، وهي الرياضيات والإنجليزية والإسبانية والأدب الإنجليزي والاقتصاد ومبادئ إدارة الأعمال والبيولوجيا البشرية والاجتماعية والغذاء والتغذية. تخرجت من كلية سير آرثر لويس كوميونيتي. هي مديرة تنفيذية للتسويق ورئيسة فرع سانت لوسيا الوطنية للشباب. بدأت أيضًا برنامجًا لتغذية الفئات الأقل حظًا وكانت نشطة في البرنامج على مدار السنوات السبع الماضية.
ليست جديدة على المسابقة، كانت بيبيانا مشاركة في مسابقة ملكة جمال العالم سانت لوسيا 2016 ، وبأدائها المذهل، احتلت المركز الأول. من خلال خبرتها وجمالها، ستكون بالتأكيد منافسة قوية للسيدات الأخريات على المستوى الدولي أيضًا.

## روابط خارجية
- Miss Universe Saint Lucia  على فيسبوك.
- Miss Universe Saint Lucia على إنستغرام
- بيبيانا مانغال على إنستغرام

| الجوائز و الإنجازات | الجوائز و الإنجازات       | الجوائز و الإنجازات |
| ------------------- | ------------------------- | ------------------- |
| سبقه أنجيلا دالسو   | ملكة جمال سانت لوسيا 2019 | تبعه TBD            |